# 에른스트 루스카

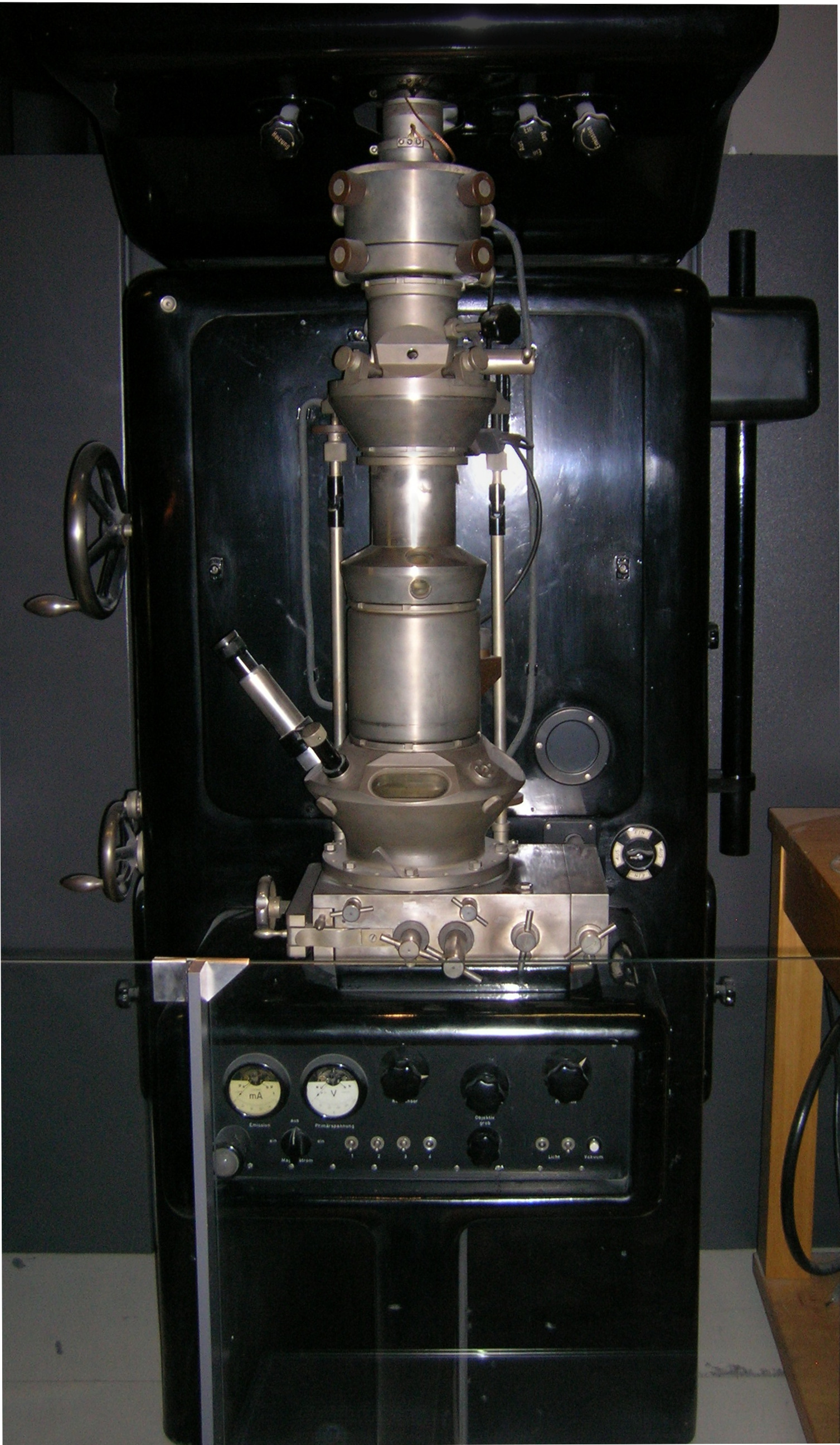
에른스트 루스카가 1931년에 만든 전자 현미경

에른스트 어거스트 프리드리히 루스카(Ernst August Friedrich Ruska, 1906년 12월 25일 ~ 1988년 5월 27일)는 최초 전자 현미경의 설계를 포함한 전자광학에서의 업적으로 1986년 노벨 물리학상을 받은 독일의 물리학자이다.
1931년 자기 코일이 전자 렌즈의 역할을 할 수 있음을 입증하였으며 1933년 몇 개의 코일을 연이어 사용하여 최초의 전자 현미경을 만들었다.
1960년에는 래스커상을 받았다. 1988년 서베를린에서 죽었다.